# Монтгомери (Охајо)
Монтгомери (енгл. Montgomery) град је у америчкој савезној држави Охајо.

## Демографија
По попису из 2010. године број становника је 10.251, што је 88 (0,9%) становника више него 2000. године.
| Група             | 2000.         | 2010.         |
| Белци             | 9.494 (93,4%) | 9.077 (88,5%) |
| Афроамериканци    | 160 (1,6%)    | 275 (2,7%)    |
| Азијати           | 331 (3,3%)    | 569 (5,6%)    |
| Хиспаноамериканци | 78 (0,8%)     | 184 (1,8%)    |
| Укупно            | 10.163        | 10.251        |